# کمیته المپیک لیبی
کمیته المپیک لیبی (عربی: اللجنة الاولمبية الليبية) یک سازمان ورزشی است که نماینده کشور لیبی در کمیته بین‌المللی المپیک می‌باشد.
این سازمان که در سال ۱۹۶۲ تأسیس شده مسئول آماده‌سازی و اعزام ورزشکاران به بازی‌های المپیک، بازی‌های المپیک جوانان و بازی‌های آفریقایی است.